# Gwadar
Gwadar er en by i det sydvestlige Pakistan, med et indbyggertal (pr. 2006) på cirka 53.000. Byen ligger i provinsen Balochistan, på kysten til det Arabiske Hav.